# Australijski silky terier
Australian silky terrier – jedna z ras psów, należąca do grupy terierów, zaklasyfikowana do sekcji terierów miniaturowych.  Zgodnie z klasyfikacją amerykańską, należy do grupy psów ozdobnych i do towarzystwa. Nie podlega próbom pracy.

## Rys historyczny
Około roku 1820 w Australii Dandie Dinmont terrier pokrył stalowoniebieską suczkę – terierkę szorstkowłosą. Z powstałego w ten sposób potomstwa, dodając krew teriera australijskiego, McArthur Little wyhodował w Australii silky teriera.

## Budowa
Australian silky terrier ma ciało zwarte i niskie, ma dłuższą kufę oraz krótszy włos i ciemniejsze umaszczenie od yorkshire terriera.
Głowa jest średniej wielkości, z czarnym zakończeniem nosa, oczy zaś małe, okrągłe, ciemnej barwy. Uszy nieduże, stojące, przypominają odwróconą literę „V”. Ogon jest obcinany, noszony do góry.

## Szata i umaszczenie
Szczenięta mają początkowo szatę barwy czarnej i czarnej podpalanej, następnie zmienia się ona na stalowoniebieską lub srebrzystopodpalaną (rudawą).
Włos cienki, lśniący jedwabiście; niezbyt długi na policzkach i kufie; grzywka na głowie, ale włosy nie mogą opadać na oczy.

## Zachowanie i charakter
Australian silky terrier jest to pies wesoły, inteligentny, pełen temperamentu. Oddany właścicielowi, jest łagodny dla dzieci. Łatwy do prowadzenia, bywa uparty. Jako pies aktywny, źle znosi brak ruchu. Jest bardzo posłuszny, jeśli zostanie dobrze wychowany. Pełen zapału i przyjacielski, a także bardzo czujny. Jest odporny z natury i lepiej zniesie mróz niż upał.

## Użytkowość
Według wzorca nadaje się do łowienia szczurów, lecz teraz hoduje się go głównie w domu.

## Zdrowie i pielęgnacja
Nadaje się do życia w niewielkich mieszkaniach pod warunkiem zapewnienia mu dużej ilości ruchu. Co najmniej dwa razy w tygodniu powinno się przeczesać jedwabisty włos silky i usunąć z niego wszelkie supły i kołtuny, wczepione gałązki i kolce. Włosy rosnące w uszach i pod ogonem należy usunąć. Czesząc (nigdy na sucho) włos silky trzeba uważać, by równo opadał on na obie strony grzbietu, z przedziałkiem pośrodku. Nie należy także dopuszczać do tego, by włosy z czoła opadały psu na oczy i utrudniały widzenie. Kąpiel – podobnie jak yorkshire terier – jest ze wszech miar wskazana, ale zawsze kończyć się musi gruntownym wysuszeniem suszarką do włosów.

## Popularność
W Polsce jest rasą mało popularną.